# Jokkmokk
Jokkmokk (északi-számiul Johkamohkki, lulei-számiul Jåhkåmåhkke, finnül és meänkieliül Jokinmukka) az Észak-svédországi Norrbotten megye egyik települése. Főképp számik lakják, de az északkeleti régiójában meänkieli nyelvű lakosság is él.

## Történelem
A település az 1600-as években létesült, amikot IX. Károly úgy döntött, templomos és vásárhelyet alapít Északon. A híres jokkmokki vásárt 1605 óta rendezik meg, a 400-éves jubileumát 2005 februárjában ünnepelték. A városban található a Számi oktatási központ (svédül Samernas utbildningscentrum). Jokkmokkból több neves művész származik, mint például Lars Pirak, Cai Poulsen, Lars Nutti festők, Hans Andersson, Yngve Ryd, Lilian Ryd, Nils Hövenmark írók, vagy Johan Märak énekes, aki egyben a település számi származású lelkipásztora.

## Földrajz
| Hónap                         | Jan.  | Feb.  | Már.  | Ápr.  | Máj.  | Jún. | Júl. | Aug. | Szep. | Okt.  | Nov.  | Dec.  | Év    |
| ----------------------------- | ----- | ----- | ----- | ----- | ----- | ---- | ---- | ---- | ----- | ----- | ----- | ----- | ----- |
| Rekord max. hőmérséklet (°C)  | 9,2   | 8,1   | 12,3  | 19,2  | 28,5  | 31,2 | 34,5 | 30,5 | 23,2  | 18,5  | 10,8  | 7,5   | 34,5  |
| Átlagos max. hőmérséklet (°C) | −9,3  | −7,7  | −1,8  | 3,5   | 10,5  | 16,5 | 19,2 | 16,3 | 10,3  | 3,3   | −4,6  | −8,2  | 4,1   |
| Átlaghőmérséklet (°C)         | −14,8 | −12,9 | −7,5  | −1,2  | 5,6   | 11,8 | 14,5 | 11,9 | 6,4   | 0,2   | −8,4  | −13,2 | −0,6  |
| Átlagos min. hőmérséklet (°C) | −20,2 | −18,4 | −13,4 | −6,3  | 0,4   | 6,9  | 9,8  | 7,8  | 2,8   | −3,0  | −12,6 | −18,1 | −5,3  |
| Rekord min. hőmérséklet (°C)  | −46,0 | −42,6 | −36,8 | −29,0 | −14,5 | −5,5 | 0,4  | −4,0 | −12,0 | −24,6 | −35,5 | −41,0 | −46,0 |
| Átl. csapadékmennyiség (mm)   | 31    | 22    | 24    | 22    | 37    | 57   | 84   | 69   | 45    | 40    | 40    | 30    | 501   |
| Forrás: NORDKLIM              |       |       |       |       |       |      |      |      |       |       |       |       |       |

## Érdekesség
Jokkmokk nevét viseli egy cég Japánban, egy híres süteménygyártó cég: a Yoku Moku. A tulajdonos, Fudzsinava Noriicsi, Jokkmokkban járt és annyira lenyűgözték a régi szép épületek és a kedves lakosság, hogy a cégét a város után nevezte el. A sütiket az USA-ban és Japánban is árusítják.

## Fordítás
- Ez a szócikk részben vagy egészben  a   Jokkmokk című svéd Wikipédia-szócikk ezen változatának fordításán alapul.  Az eredeti cikk szerkesztőit annak laptörténete sorolja fel. Ez a jelzés csupán a megfogalmazás eredetét és a szerzői jogokat jelzi, nem szolgál a cikkben szereplő információk forrásmegjelöléseként.
- Ez a szócikk részben vagy egészben  a   Jokkmokk című finn Wikipédia-szócikk ezen változatának fordításán alapul.  Az eredeti cikk szerkesztőit annak laptörténete sorolja fel. Ez a jelzés csupán a megfogalmazás eredetét és a szerzői jogokat jelzi, nem szolgál a cikkben szereplő információk forrásmegjelöléseként.